# Mnёvniki (linea Bol'šaja kol'cevaja)
Mnёvniki (in russo Мнёвники?) è una stazione della Metropolitana di Mosca situata sulla Linea Bol'šaja kol'cevaja. Inaugurata il 1º aprile 2021, serve il quartiere di Chorošëvo-Mnëvniki.